# Temporada de tifones del Pacífico de 1943
La temporada de tifones en el Pacífico de 1943 no tiene límites oficiales; funcionó durante todo el año en 1943, pero la mayoría de los ciclones tropicales tienden a formarse en el noroeste del Océano Pacífico entre junio y diciembre. Estas fechas delimitan convencionalmente el período de cada año cuando la mayoría de los ciclones tropicales se forman en el Océano Pacífico noroccidental. El alcance de este artículo se limita al Océano Pacífico, al norte del ecuador y al oeste de la línea internacional de cambio de fecha. Las tormentas que se forman al este de la línea de fecha y al norte del ecuador se llaman huracanes; consulte la temporada de huracanes del Pacífico de 1943. Hubo 34 ciclones tropicales en el Pacífico occidental en 1943.

## Sistemas

### Tifón Uno
El 16 de enero, los restos de un frente frío que se debilitaba al este de Filipinas generaron un área de baja presión. El sistema se organizó mejor a medida que avanzaba hacia el noreste, sin embargo, permaneció bastante poco profundo. La baja fue absorbida por un frente frío que avanzaba desde el norte a primeras horas del 18 de enero, justo al noroeste de Guam. Según los datos del Atlas de Chin, el sistema alcanzó la fuerza de un tifón entre el 16 y el 18 de enero. Sin embargo, los mapas meteorológicos históricos indicaron que el sistema nunca se fortaleció hasta convertirse en una tormenta tropical.

### Tormenta tropical Dos
Una depresión tropical se formó al suroeste de Guam y al oeste de Palaos el 8 de abril. Se movió hacia el oeste durante los días siguientes y continuó profundizándose gradualmente. La discrepancia en la ubicación y la fuerza del sistema entre el Atlas de Chin y los mapas meteorológicos hace que sea difícil determinar adónde fue el sistema después de este punto. El conjunto de datos del Atlas de Chin tiene el sistema moviéndose hacia el norte de Palaos y en algún momento disipándose hacia el noreste de Catanduanes como una tormenta tropical el 16 de abril. Los mapas meteorológicos históricos tienen la baja moviéndose directamente hacia el oeste hacia Mindanao, y curvándose bruscamente hacia el norte en el 13. Luego, la baja se fortalece a una tormenta tropical mientras corre paralela a la costa hacia el este durante el 14 de abril. El 15 de abril, la tormenta tocó tierra en el este de Sámar con una presión inferior a 1000 milibares. Posteriormente, la tormenta se debilitó y avanzó hacia el norte en respuesta a un frente cercano y se estancó al este de Luzón. Un área de baja presión pronto evolucionó hacia el norte cerca de Taiwán, el 18 de abril, y movió la depresión estancada hacia el noreste. Más tarde el sistema fue absorbido por un frente frío.

### Tormenta tropical Tres
El Atlas de Chin tiene una tormenta tropical moviéndose hacia el noroeste de las Islas Marianas entre el 15 y 16 de abril. Los mapas meteorológicos indican un área débil de baja presión unida a un frente frío, lo que probablemente indica que la tormenta era de naturaleza extratropical. Los restos de la tormenta se ubicaron varias millas al sur de Japón.

### Tifón Cuatro
Una perturbación se formó al suroeste de las Islas Marianas el 27 de abril. Se intensificó gradualmente hasta convertirse en una depresión tropical el 28. La tormenta se disipó el 10 de mayo.

### Tifón Cinco
El 10 de mayo se desarrolló una tormenta en el Mar de Filipinas y al este de Bisayas, Filipinas. Se fortaleció hasta convertirse en un tifón durante su ciclo de vida, pero se desconoce dónde alcanzó su intensidad. La tormenta finalmente se disipó el 20 de mayo.